# 海瀨站
海瀨站（日语：／ Kaize eki */?）是位於長野縣南佐久郡佐久穗町大字海瀨，屬於東日本旅客鐵道（JR東日本）的小海線車站。本站在2021年根據日本土地家屋調查士會協會的測量結果，確認為全日本距離大海最遠的車站。

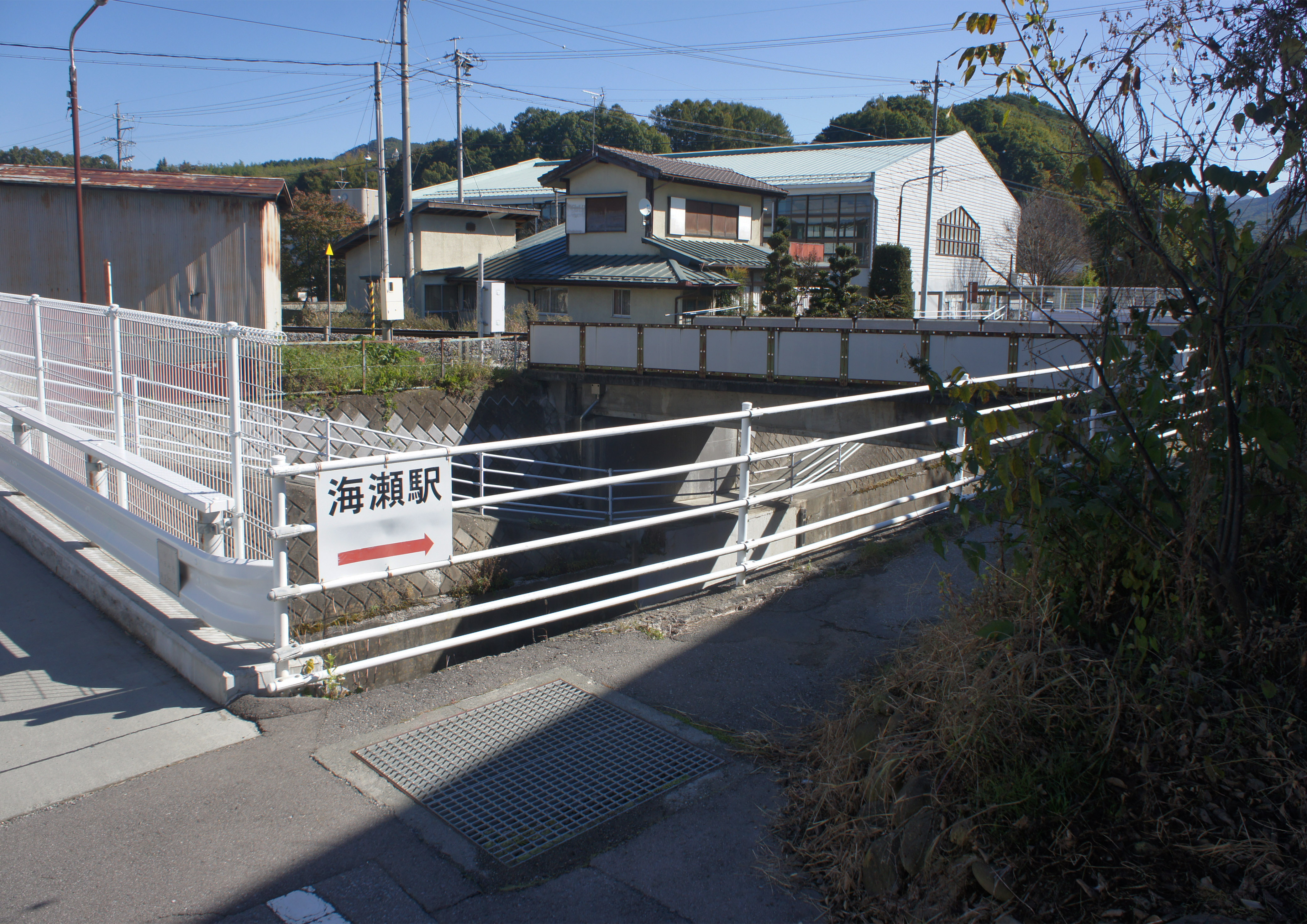
車站入口(2021年10月)

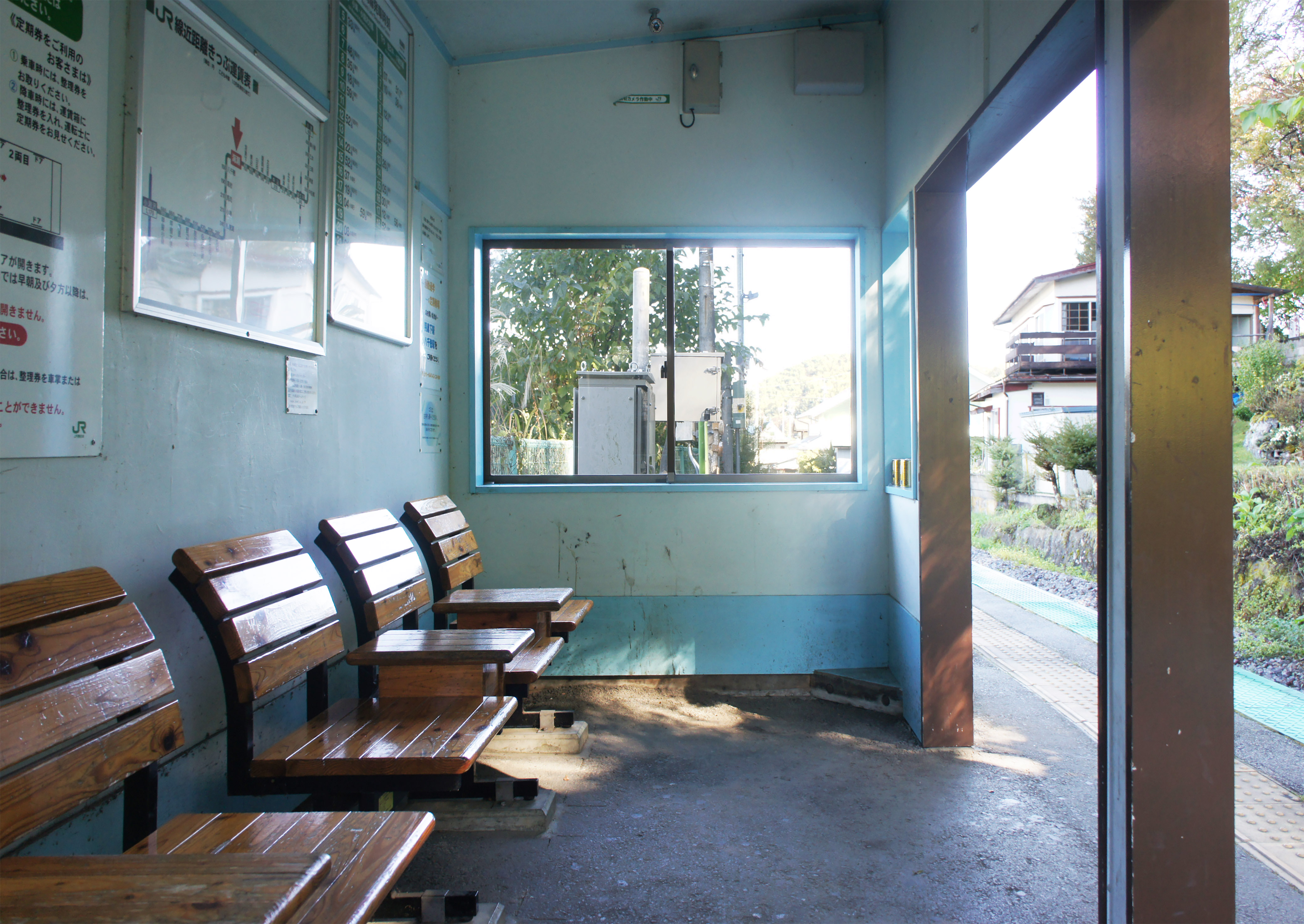
候車室内(2021年10月)

## 歷史
- 1919年（大正8年）3月11日：佐久鐵道 羽黑下站至小海站之間開通，此站啟用（海瀨停留所）[1]。為旅客營業。
- 1934年（昭和9年）9月1日：佐久鐵道被國有化，成為國鐵車站[5]。
- 1987年（昭和62年）4月1日：伴隨國鐵分割民營化，車站由東日本旅客鐵道（JR東日本）營運[6]。

## 車站構造
本站是地面車站，設有1面1線單式月台。上行方向列車會開啟右邊車門。此站是無人車站，設有候車室。

## 使用狀況
根據「長野縣統計書」，以下為1日平均乘車人次：
- 2007年度 - 164人[1]
- 2009年度 - 149人[1]
- 2010年度 - 137人
- 2011年度 - 137人

## 車站周邊
月台南邊設有東京電力海瀨發電站水壓管路於月台上通過。
- 國道299號（日语：国道299号）
- 佐久穗町立佐久中央小學
- 佐久穗町立佐久中學
- 四谷簡易郵局

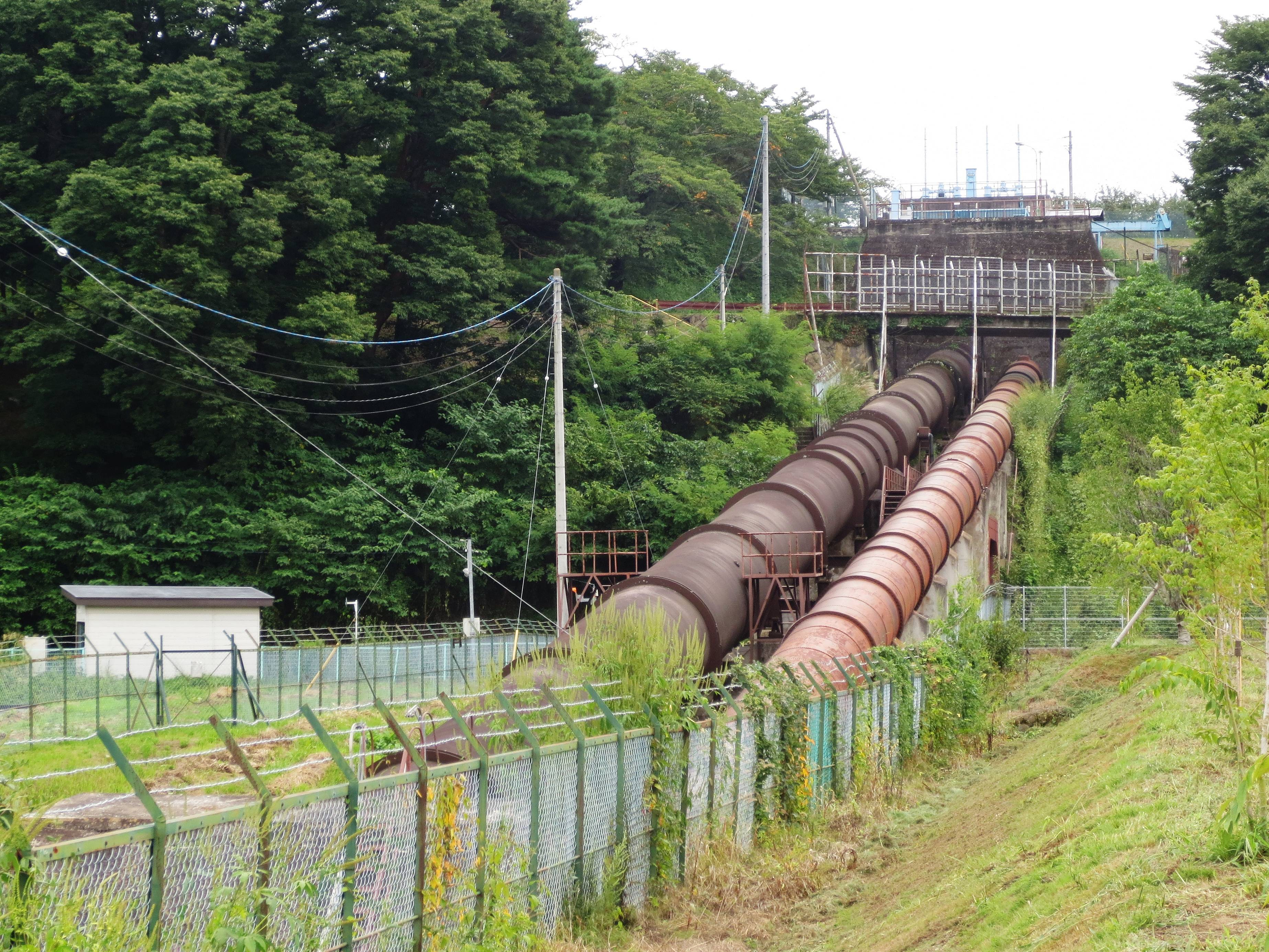
站外
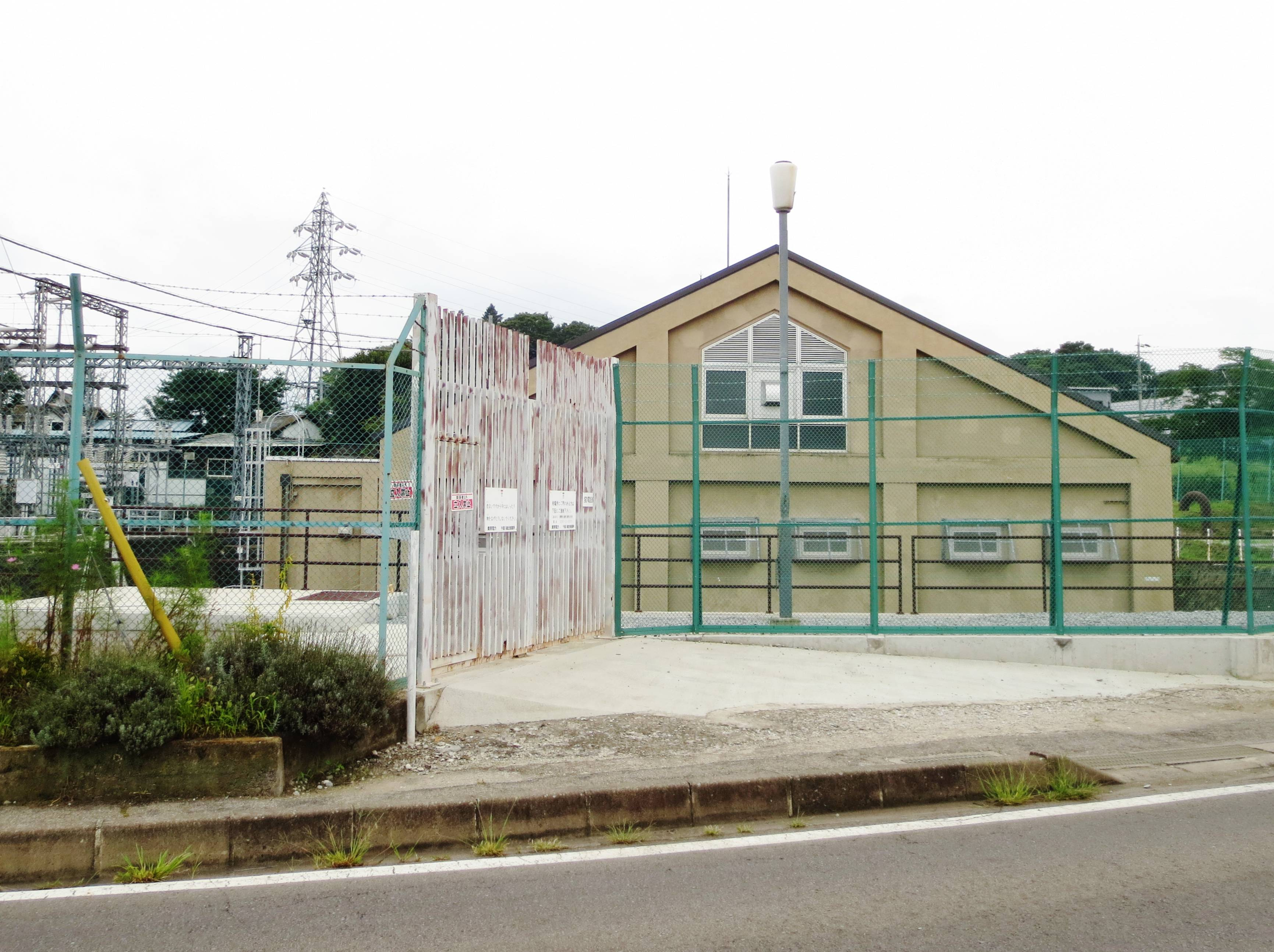
東京電力海瀨發電站
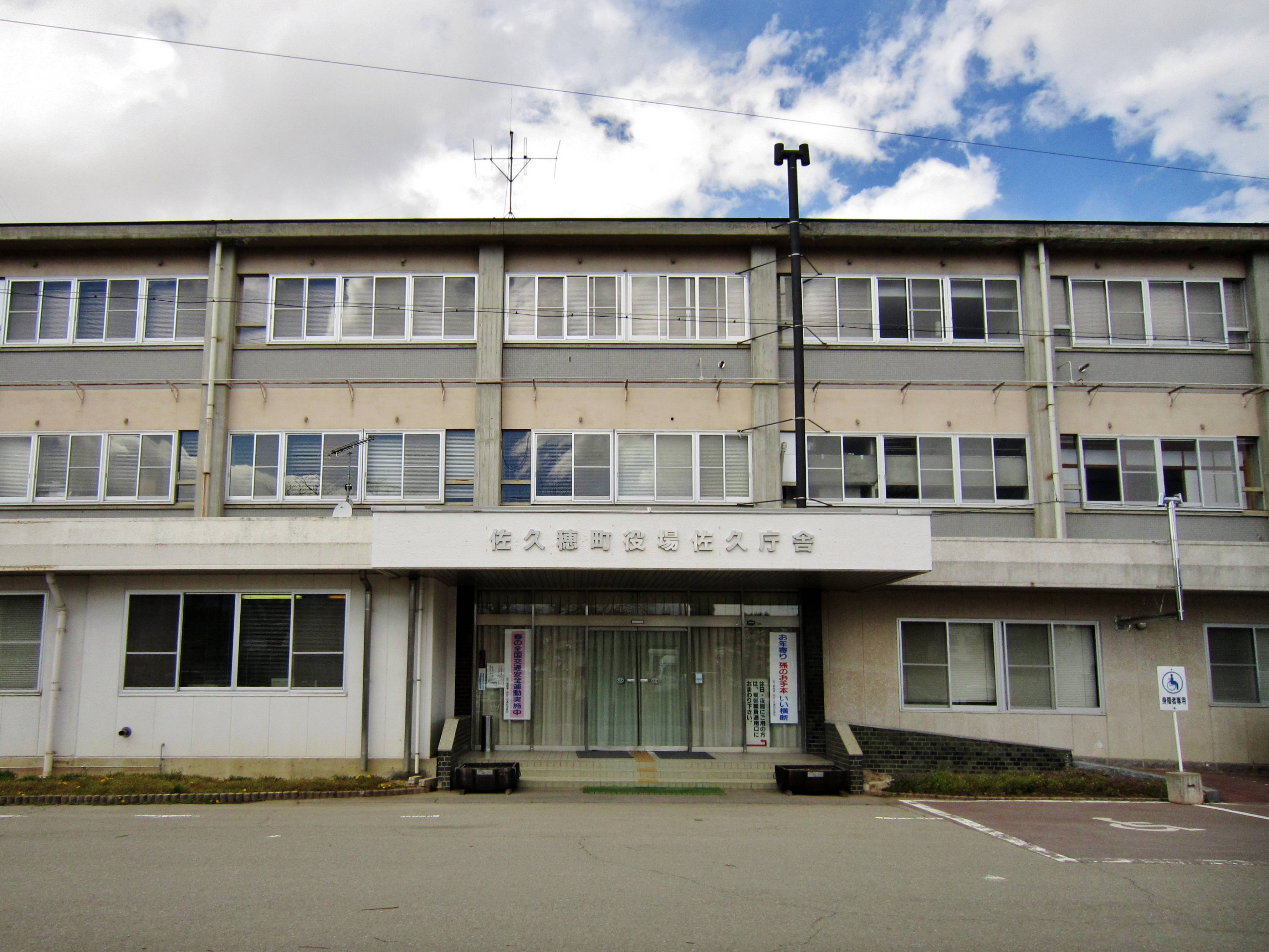
佐久穗町役場佐久廳舍
- 佐久穗町立千曲醫院[1]
- 佐久穗町圖書館[1]

- 站外
- 海瀨發電站
- 佐久穗町公所

## 相鄰車站
東日本旅客鐵道（JR東日本）
■小海線
八千穗－海瀨－羽黑下

## 注腳
1. 1 2 3 4 5 6 7 8 9 10 11 12 13 14 15 16 17  信濃毎日新聞社出版部. . 信濃毎日新聞社. 2011-07-24: 148. ISBN 9784784071647 （日语）.
2. ↑  . 日本経済新聞社. 2021-08-01  [2025-04-30]. （原始内容存档于2025-05-01） （日语）.
3. ↑  . 読売新聞社. 2021-07-01  [2025-04-30]. （原始内容存档于2025-05-01） （日语）.
4. ↑  . 朝日新聞社. 2021-10-28  [2025-04-30]. （原始内容存档于2021-10-28） （日语）.
5. ↑  「鉄道省告示第395・396号」『官報』1934年8月25日（國立國會圖書館數碼化收藏）
6. ↑  曾根悟（監修）. 朝日新聞出版分冊百科編集部（編集） , 编. . 週刊朝日百科. 3号 飯田線・身延線・小海線. 朝日新聞出版. 2009-07-26: 27 （日语）.

## 外部連結
- 車站資訊（海瀨）：東日本旅客鐵道（日語）